# 善鄰
株式會社善鄰（日語：株式会社ゼンリン，東證1部：9474、福證：9474)是日本的一家從事地圖資訊調查、製作、銷售的公司。善鄰是日本的四家數位地圖調製業者之一，也是日本國內最大的地圖資訊公司。善鄰除了製作銷售利用自家公司調查數據製作的住宅地圖及地理資訊系統（GIS）產品之外，亦向其他公司提供數位地圖和車輛導航系統用數據。

## 歷史

### 創業
善鄰的前身是大迫正冨（大分縣宇佐市出身）在1948年4月於別府市和友人創業的觀光文化宣傳社。這家公司在別府市內展開宣傳和旅遊指南業務，大迫正冨作為専務取締役負責出版部門的業務。1949年，大迫正冨自觀光文化宣傳社獨立，創建華交觀光協會，並製作了面向遊客的介紹別府名勝景點的手冊《年刊別府》。這一手冊共有14頁，定價250日元，除了介紹別府的名勝資訊之外，附錄的地圖還詳細記載了別府主要政府機關、企業、學校、旅館、醫院、金融機關、學校等重要地點，並且使用彩色印刷:64。這一手冊附錄的詳細市區地圖在對當地不熟的觀光客中廣受好評，獲得眾多別府當地業者希望將自己的公司店鋪標記在地圖上的請求:65。
受到《年刊別府》地圖獲得好評的影響，大迫正冨在1950年將公司名稱改為善鄰出版社，製作了第二部書籍《觀光別府》。這本書籍附錄的地圖資訊更加詳細，並且包括「繁華街案內」、「觀光案內」、「食堂街案內」等不同種類，內容已接近住宅地圖:67。
公司名「善鄰」取自大迫正冨喜好的「善鄰友好」一詞。地圖在戰爭時期是軍事機密。「善鄰」這一名字蘊含有大迫正冨的「只有在和平的環境下才能製作地圖」的思想。

### 製作住宅地圖
受到《年刊別府》和《觀光別府》的成功刺激，大迫正冨在1951年底決定出版住宅地圖:68，並在翌年6月出版《別府市住宅案內圖》。這本書共有20頁，售價300日元:70。這本地圖參考了江戶時代的古地圖及二戰前的市區指南圖，介紹了每一棟建築的資訊，獲得了商舖及政府機構的好評。1953年後，善鄰出版社擴大了住宅案內圖的發行地區，製作了佐伯市、中津市、臼杵市的住宅案內圖:73。

### 日本全國展開
為擴大銷售，1954年3月，善鄰出版社搬遷至福岡縣小倉市下到津（現北九州市小倉北區），《住宅案內圖》也改名為《住宅地圖》。善鄰出版社在搬遷至小倉之後出版的第一部住宅地圖是宮崎縣延岡市的住宅地圖:79。 搬遷至小倉之後，善鄰出版社開始著手出版日本全國的住宅地圖。1958年，善鄰出版社出版了北九州地區五市的住宅地圖:80。
1961年4月19日，善鄰出版社出資設立西日本寫真製版公司:83。同年善鄰出版社和東京出版販賣、日本出版販賣簽訂契約，開始在日本各地書店銷售住宅地圖:84。這一時期開始，善鄰出版社開始在其出版的地圖上使用這一名稱。1963年，善鄰出版社向文部科學省申請的住宅地圖版權登錄獲得承認，其出版的住宅地圖版權得到法律保護:95。1960年代中期，善鄰出版社併購了關東地方眾多小規模地圖出版社，加快進出關東地方市場。善鄰在併購這些出版社之後，雖然出版的住宅地圖冠以品牌，但以併購前的出版社名義出版:101-102。1968年，善鄰集團出版了仙台市住宅地圖:109，並設立北海道分公司:115，開始進出東北地方及北海道市場。同年11月，善鄰集團在沖繩返還之前就出版了沖繩的住宅地圖:117-118。1972年，善鄰集團開始製作東京都:131及名古屋市:135的住宅地圖。同年10月，善鄰集團新總部大樓竣工。而社長大迫正冨的自宅就設在新總部的五層:138-139。
1980年5月，大迫正冨逝世，其子大迫忍繼任善鄰集團社長:159。同年善鄰集團出版的住宅地圖覆蓋了日本全國47個都道府縣，發行住宅地圖種類超過1,200種，發行部數接近1,000萬部:156。

### 電子化及進軍汽車導航領域

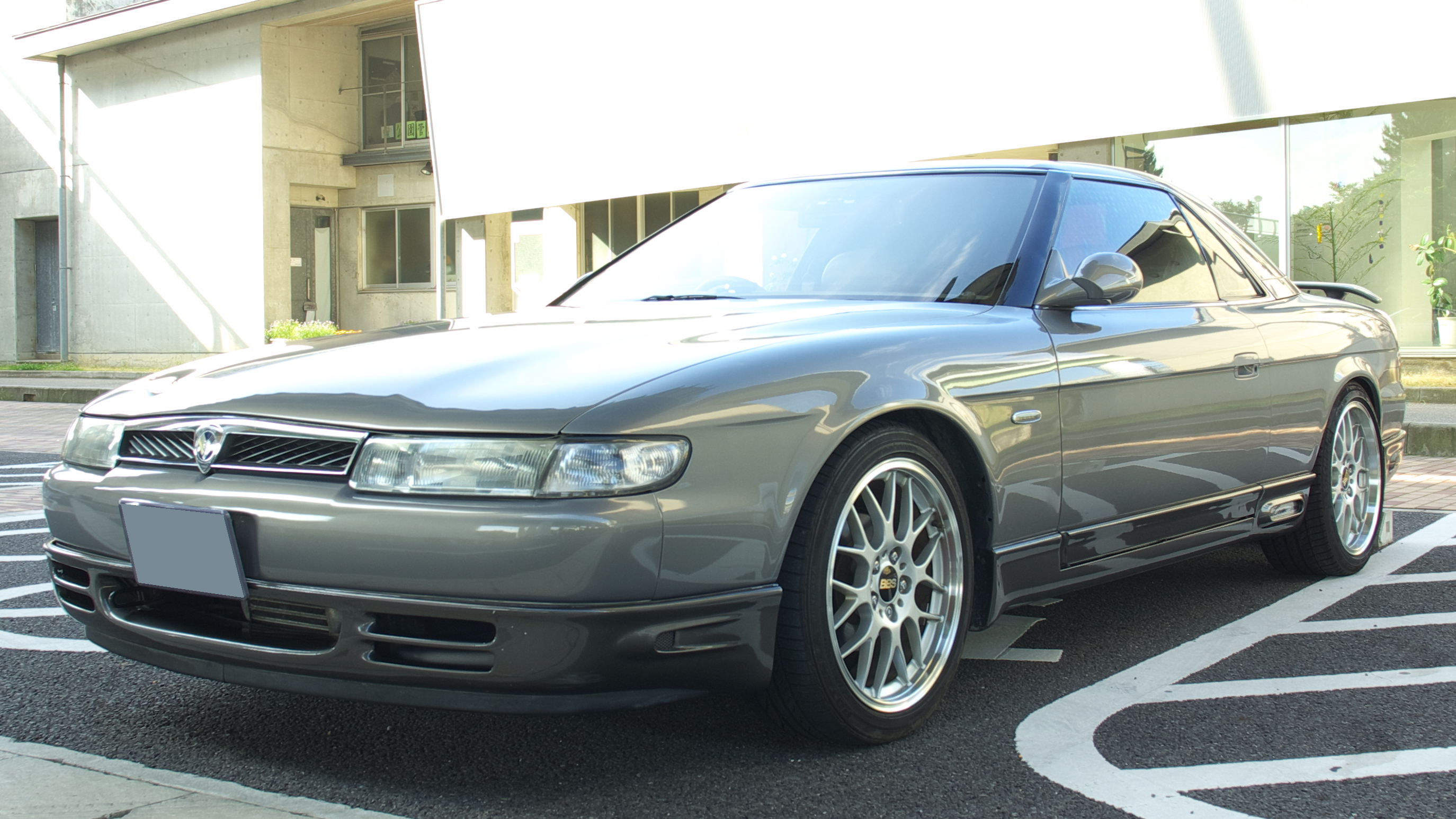
世界第一款設有GPS汽車導航的Eunos Cosmo

大迫忍就任善鄰社長之後積極著手創建地圖數據庫。1982年，善鄰董事會決定推進公司電腦化:176。1984年，善鄰和日立製作所開發了「住宅地圖資訊利用系統」，令善鄰蒐集的地圖數據不僅可用於出版，亦可作為地圖數據進行銷售。1988年，善鄰銷售了收錄地圖數據CD-ROM形式商品《Zmap電子地圖》:226。1990年，善鄰和三菱電機共同開發了世界第一個對應GPS的車輛導航系統，並在Eunos Cosmo上實裝。1990年代初期，善鄰和豐田汽車、愛信共同研發了世界第一款聲控汽車導航系統:276-277。1992年，善鄰的技術中心竣工:270-271。除了電子領域，善鄰在1980年代開始亦積極出版面向一般消費者的地圖書籍:264。1995年，善鄰出版了其第一本道路地圖《神奈川縣道路地圖》:293-294。
在經營方面，1983年8月，善鄰集團旗下的善鄰、善鄰出版社、日本住宅地圖出版三家公司合併為善鄰公司，實現生產和銷售的一體化:189。翌年善鄰總部搬遷至北九州市中心的小倉北區古船場町:198。1986年，善鄰的年營業額達100億日元:216。1989年，在日本導入消費稅時，善鄰將所有員工工資提高3%（和當時的消費稅稅率相同），引發話題:249。翌年作為企業識別的一部分，善鄰導入了以「Z」為主要圖案的新商標:241-242。1994年9月21日，善鄰在福岡證券交易所上市:280-281。1996年9月13日，善鄰在東京證券交易所及大阪證券交易所同時上市。上市當天善鄰的收盤價是8,300日元，高於發行價7,864日元，成交量也在當天的東證二部排名第四位:301。
1995年9月，善鄰在荷蘭阿姆斯特丹開設事務所，開始進軍海外市場:304-305。翌年善鄰在美國舊金山亦設立事務所:305-306。1997年，善鄰取得上海大計數據處理公司67.29%的股權，將其子公司化，開始進入中國市場:307。
大迫忍在在任時就表示「年齡大了會變成老害。55歲就退休」，在2001年辭去社長職務。大迫忍同時表示「家族經營會產生弊害」，將善鄰從家族企業脫皮，選擇銀行出身的原田康就任善鄰社長。

### 媒体多様化
進入2000年代後，隨著手機、筆記本電腦、攜帶式遊戲機的普及，善鄰開始對這些移動式電子產品提供地圖服務。2000年，善鄰成立了善鄰Data Com（ゼンリンデータコム）公司，並於同年6月開始提供手機地圖服務「善鄰手機地圖」（ゼンリン携帯マップ）。該服務最初是點陣圖形式，在翌年實現了世界首個手機上的向量圖形地圖服務。在傳統的住宅地圖方面，善鄰在2005年啟用了秋田寛設計的新版住宅地圖封面，並獲得了好設計獎。
2005年7月，在Google地圖開始在日本的服務同時，善鄰開始為Google提供地圖數據。同年8月，善鄰開始提供在網上閱覽住宅地圖的服務「ZNET TOWN」。2019年，Google地圖終止使用善鄰的地圖數據。
2008年，原田康退任善鄰社長職務，高山善司就任善鄰新社長，成為首位自就職以來就一直在善鄰工作的社長。
2020年，善鄰開始利用小型無人機製作立體展示空域資訊的天空3D地圖。同年善鄰的市場營銷部門子公司善鄰MS控股（ゼンリンMSホールディングス）和另外三家市場營銷領域的子公司合併，將公司名改為善鄰市場營銷解決方案（ゼンリンマーケティングソリューションズ），加快將地理資訊數據應用在市場營銷等新領域。善鄰計劃在2021年和沖繩都市單軌電車、琉球銀行及沖繩縣的7個自治體共同展開交通出行服務試點服務。

## 進出新領域

### 自動駕駛
2008年開始，善鄰公司內開始研發高級輔助駕駛系統（ADAS）用的高精度地圖數據，並和日本國內外企業展開合作。2016年，善鄰和三菱電機等6家公司共同設立動態地圖基盤企劃，研發自動駕駛所需的高精度3D地圖。2017年1月，善鄰和英伟达就共同研究自動駕駛解決方案達成協議。同年10月，善鄰和荷蘭TomTom公司同意在日本共同開發交通服務。翌年善鄰宣布和日產汽車及Mobileye共同開發級別3的自動駕駛用高精度地圖。

### 無人航空載具
善鄰在2015年9月開始和日本UAS產業振興協議會、Blue Inovation共同開發無人機用飛行支援地圖服務。翌年5月，善鄰發布了在地圖上標記飛行禁止區域的服務「SORAPASS」。2017年3月，善鄰和東京電力就無人機用3D地圖領域展開合作，共同開發將電線網上空作為無人機的安全飛行路線的「無人機高速公路」。

### 3D地圖數據
善鄰將汽車導航用的再現日本國內主要城市景觀的3D地圖數據變換為高泛用性的FBX格式文件，並於2014年9月將部分數據在Unity上公開。Granzella開發的PlayStation 4遊戲《絕體絕命都市4 Plus -夏日回憶-》在遊戲中使用了善鄰的3D地圖數據。

### 生活雑貨
善鄰運用其所有的地圖數據開拓新市場。2016年，善鄰發售利用地圖作為圖案的雜貨系列產品「mati mati」，並在第59屆大阪國際禮品秀春2018上獲得大賞。此外善鄰還和御茶之水女子大學共同開發地圖圖案文具；和服飾品牌MASTER BUNNY EDITION共同製作使用地圖圖案的Polo衫，將地圖圖案應用在商品設計領域。現在善鄰在其官方網站上提供利用地圖圖案設計雜貨商品的服務。
2019年，善鄰發表了暑假自由研究用套裝商品。

## 地圖製作
善鄰自創業以來堅持前往實地進行調查，因此有「現代伊能忠敬」之稱:146。2018年時，善鄰在日本全國有約70個調查據點和約1000人的調查員，在都市地區每年，其他地區亦至少五年進行一次徒步的實地調查。
2012年蘋果地圖上出現錯誤資訊時，由於Google地圖使用善鄰數據未出現同樣錯誤，令善鄰的地圖數據得到高評價。而2019年Google地圖終止使用善鄰數據時同樣發生出現大量錯誤的情況，再次令善鄰的地圖品質得到高評價。
NHK的紀錄片節目《ProjectX 挑戰者們》曾在2004年10月播出《列島踏破30萬人 執念的住宅地圖》一集，介紹善鄰在日本全國製作住宅地圖的經過。之後該集內容更實現書籍化。

## 社會貢獻

### 善鄰博物館

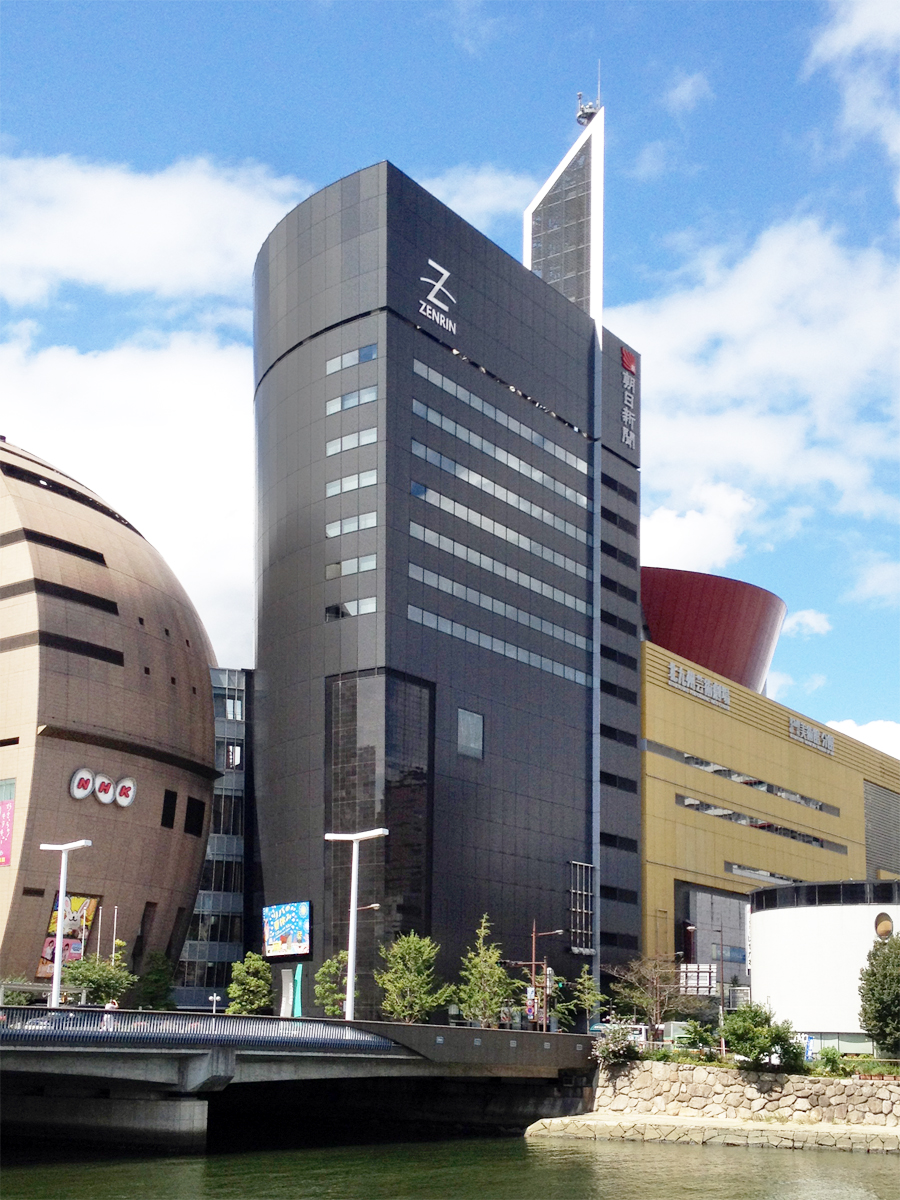
地圖資料館所在地River walk北九州

善鄰博物館位於善鄰總部所在地福岡縣北九州市，前身是開業於2003年7月的善鄰地圖資料館。博物館展示善鄰第二代社長大迫忍收集的日本國內外古地圖，以及有關地圖製作的歷史和善鄰贊助的體育運動員、團體等內容。2020年4月，善鄰地圖資料館改名為善鄰博物館，除了常設展之外還設有多目的展示室，並有專門的解說員為參觀者解說地圖的歷史背景和製作者思想。

### 災害時支援協議
1995年阪神·淡路大地震時，善鄰通過NHK大阪捐贈2,000萬日元善款，並印刷了一萬份地形圖套裝捐贈給災區的政府、消防和警察部門:287-288。地震後善鄰耗時百天製作了反映神戶市、西宮市、芦屋市受災狀況的《震災地圖》:289-290。2011年東日本大震災後，紙質地圖的重要性再次被認識。善鄰因此對地方自治體捐贈災害時用的地圖，並展開儲備地圖的活動。